# فيكتور أندريس كوردوبا
فيكتور أندريس كوردوبا (بالإسبانية: Víctor Córdoba)‏ (8 نوفمبر 1987 بميديلين في كولومبيا - ) هو لاعب كرة قدم كولومبي في مركز الوسط. لعب مع أونس كالداس ونادي بوليفار ونادي خواريز وريال قرطاجنة.

## وصلات خارجية
- فيكتور أندريس كوردوبا على موقع قاعدة بيانات كرة القدم.إي يو (الإنجليزية)
- فيكتور أندريس كوردوبا على موقع Soccerway.com (الإنجليزية)